# Hydroaéroport

Installation pour hydravion

Un hydroaéroport, ou hydrobase, est l’ensemble des installations, hangars, pontons, tour de contrôle et plan d’eau, nécessaires à l’envol et l’amerrissage des hydravions.
En France, le plus célèbre est celui de Biscarrosse, qui servit des années 1920 aux années 1940, d’abord comme base de l’Aéropostale, puis comme base militaire allemande pour la surveillance maritime.
On peut aussi parler d'hydroaérodrome.